# Мертен, Карл-Фридрих
Карл-Фридрих Мертен (нем. Karl-Friedrich Merten; 15 августа 1905, Позен — 2 мая 1993, Вальдсхут) — немецкий офицер-подводник, капитан 1-го ранга (15 апреля 1945 года), участник Второй мировой войны.

## Биография
1 апреля 1928 года поступил на флот фенрихом. 1 октября 1930 года произведен в лейтенанты.
Служил артиллерийским офицером на крейсере «Кёнигсберг», затем на корабле эскорта.

### Вторая мировая война
На учебном корабле «Шлезвиг-Гольштейн» участвовал в военных действиях против Польши в сентябре 1939 года, в том числе в бою на Вестерплатте.
1 мая 1940 года переведен в подводный флот и назначен 1-м помощником на подлодку U-38, которой командовал Генрих Либе.
С 11 февраля 1941 года командир U-68, на которой совершил 5 походов (проведя в море в общей сложности 368 суток). Участвовал в боевых операциях в Атлантике, Карибском море, в Индийском океане.
Входившая в группу «Айсбэр» лодка в сентябре 1942 года перешла на юг из Северной Атлантики; в ходе операции группа потопила у берегов Южной Африки суда общим тоннажем более 100 тысяч брт.
Во время похода у берегов Западной Африки Мертен в августе — декабре 1942 года потопил 9 судов водоизмещением более 56 тысяч брт.
13 июня 1942 года награждён Рыцарским крестом Железного креста. 16 ноября того же года награждён дубовыми листьями к Рыцарскому кресту.
Вернувшись из похода, Мертен 30 января 1943 года получил Знак подводника с бриллиантами и был назначен командиром 26-й учебной флотилии подводных лодок располагавшейся в Пиллау.
С марта 1943 года командир 24-й учебной флотилии подводных лодок в Мемеле. Вместе с флотилией эвакуировался в 1945 году при подходе советских войск.
Всего за время боевых действий Мертен потопил 27 судов общим водоизмещением 170 151 брт. После окончания войны занимался подъёмом затопленных судов на Рейне (вместе с Генрихом Вилленброком), а затем работал в судостроении.